# Pseudothalera
Pseudothalera is een geslacht van vlinders van de familie spanners (Geometridae), uit de onderfamilie Ennominae.

## Soorten
- P. carolinae Galsworthy, 1997
- P. obscuristrigata Wehrli, 1924
- P. simpliciaria Leech, 1897
- P. stigmatica Warren, 1895